# Ethiovertex sculperens
Ethiovertex sculperens är en kvalsterart som först beskrevs av Kok 1968.  Ethiovertex sculperens ingår i släktet Ethiovertex och familjen Scutoverticidae. Inga underarter finns listade i Catalogue of Life.